# رودخانه هورین
رودخانه هورین (به انگلیسی: Horyn River) رودخانه‌ای به‌طول ۶۵۹ کیلومتر است که در اوکراین، بلاروس جریان دارد.